# トランケバル
座標: 北緯11度01分31秒 東経79度51分17秒 / 北緯11.02528度 東経79.85472度

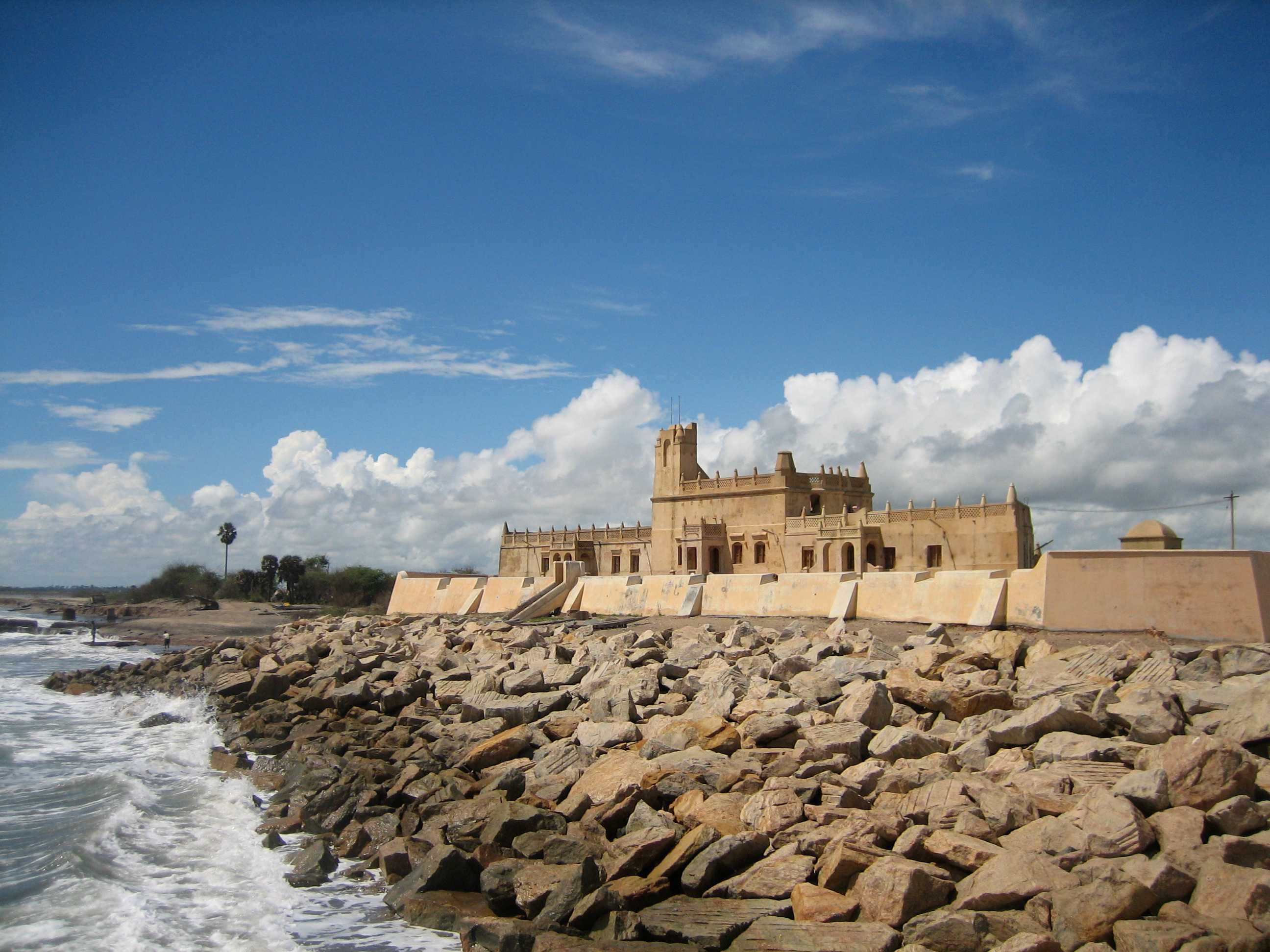
海側から見たダンスボー砦

トランケバル（TranquebarまたはTrankebar）は、デンマーク領インドの一部として知られており、インドではタランガンバディ（Tarangambadi）という名で知られている。トランケバルは今日、コロマンデル海岸にある南インドの漁村である。チェンナイ（旧マドラス）から南に約300km、インド南東部のタミル・ナードゥ州にある。1620年から1845年まで、トランケバルはデンマークの貿易植民地だった。

## 歴史

### 背景

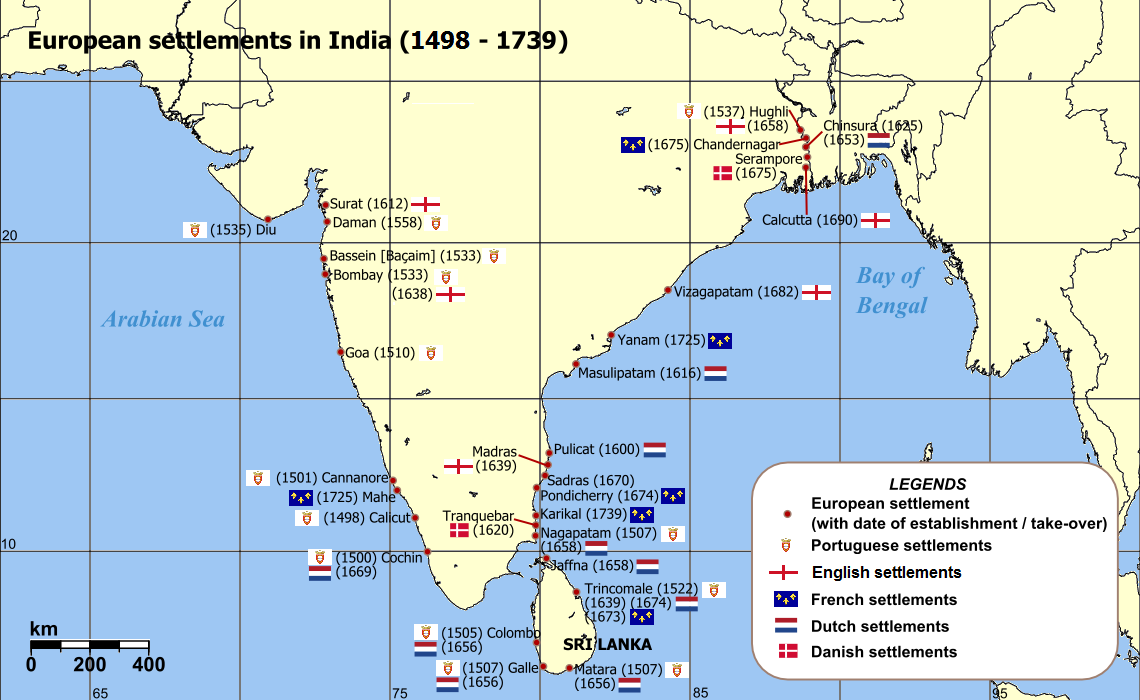
1501年-1739年のデンマークおよび他のヨーロッパの植民地。
トランケバルは南東に位置する。

デンマーク王クリスチャン4世は、デンマーク＝ノルウェーを他のヨーロッパの大国と同様の植民地帝国（デンマーク語: kolonimagt）にしたいと考えていた。1618年、インド貿易を開始するため、貴族のオベ・ギデが指揮する艦隊が派遣された。長く厳しい航海の後、艦隊は貿易独占権が与えられることを期待してセイロン島（現在のスリランカ）に到着した。しかし、これは成功しなかった。代わりに、オベ・ギデは、デンマーク東インド会社の局長ローランド・クラッペから、デンマーク人が南インドでの貿易権を取得できるというメッセージを受け取った。オベ・ギデはこうしてセイロンを去り、インドのタンジャーヴールにある宮殿に向かった。

17世紀、北インドは大ムガール帝国の一部であり、南インドはいくつかの独立した君主（ナーヤカ）に分割支配されていた。タンジャーヴールのナーヤカは南インド東部の一部を支配していた。彼との長い交渉の末、オーブ・ギデとローランド・クラップは小さな漁村のトランケバルに貿易拠点を設立することに成功した。これと引き換えに、デンマークはナーヤカに固定の年貢を支払わなければならず、将来、新しい特権を交渉しなければならなかった。これによってナーヤカは自分の領土内での貿易を管理して発展させることで、ポルトガルの影響力に対抗する手段を得た。

### 交易植民地
アジアの他の地域でのさらなる貿易拡大のための確固たる足場と出発点にするため、当初からトランケバルは貿易拠点として機能することが意図されていた。特に重要な商品は、砂糖、染料の藍、コショウ、シナモン、カルダモンなどのスパイス、そして綿と絹だった。貿易費用は、トランケバルの領民からの税金と賦役によって賄われることになっていた。

### 宣教師の伝道

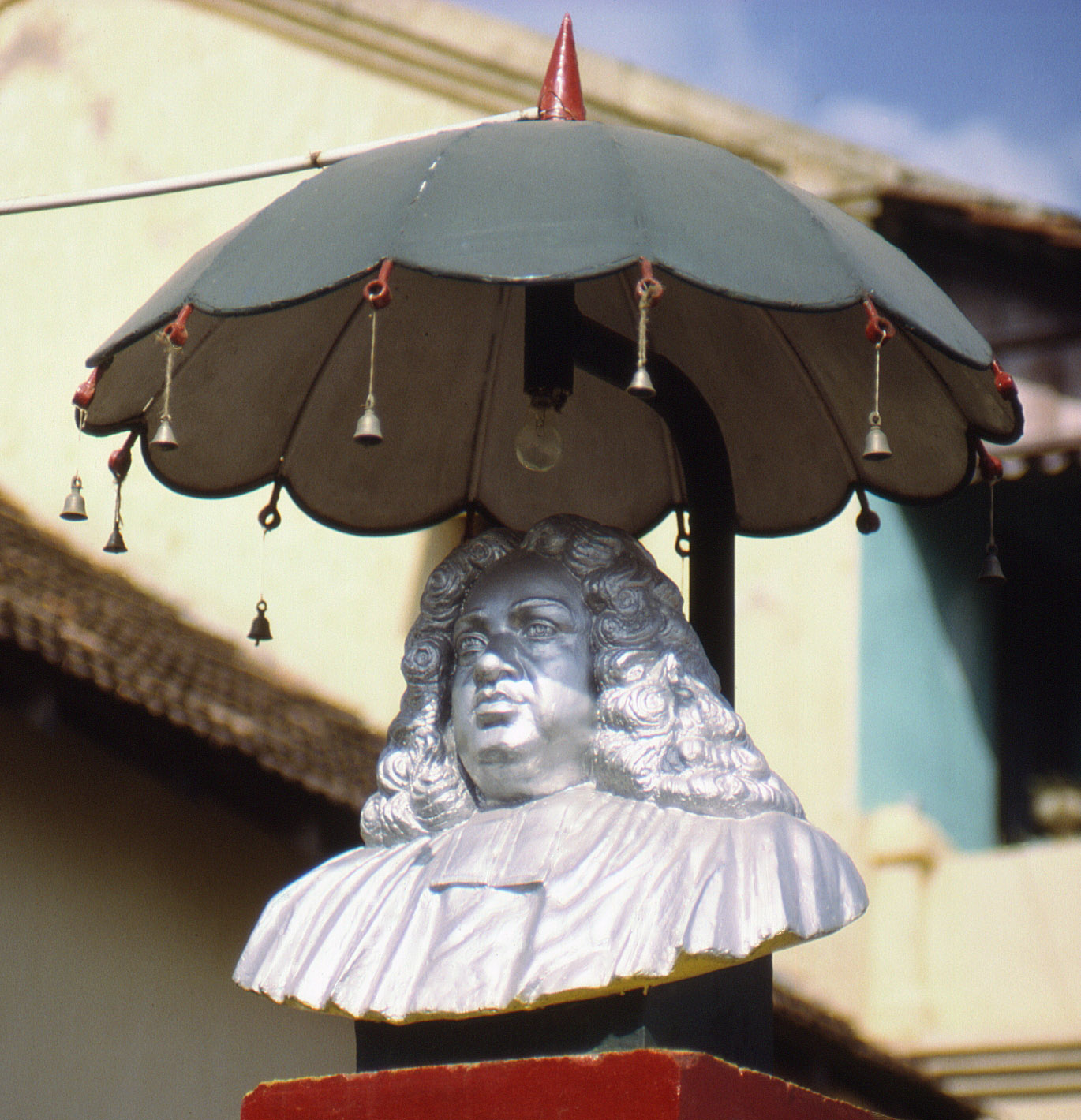
トランケバルのBartholomæusZiegenbalgによる彫刻。

植民地の全盛期、18世紀の終わりには、トランケバルには200人以上のヨーロッパ人の駐在員がおり、植民地はインドの他の場所やインドネシア、中国、タイ、ペルシアなどとのデンマーク人の貿易の本部として機能していた。1705年、ドイツの宣教師Bartholomäus ZiegenbalgとHeinrich Plütschauは、デンマーク王が辺縁の領土に対しても宗教に配慮していることを表すために、トランケバルに派遣された。彼らはルーテル教会から送られた最初の宣教師だった。特筆すべきは彼らの建てた印刷所で、最初のタミル語聖書や辞書など、その後の100年間にタミル語の本を300冊以上印刷した 。
しかし、19世紀になるとデンマークの貿易は衰退し始め、世紀初頭のイギリスとの戦争はデンマーク海軍に深刻な打撃を与えた。1845年、ガラテア遠征隊がトランケバルを訪問した。インドのデンマーク植民地が英国に売却されたため、艦長スティーン・ビル（Steen Bille）がダンスボー砦からデンマーク国旗を降ろす公式式典を行った。インドでのデンマーク植民事業はこうして終わった。
今日でも古いデンマークの街区がタランガンバディには残っている。17世紀に建てられた保存状態の良い砦ダンスボー(デンマーク城)、市門、Kongensgade（国王通り）、知事の住居など。

### 知事の一覧
デンマーク領時代の知事とその任期：
- Ove Gjedde (設立者 10月11日 1620-2月13日 1621)
- Roland Crappe (12月14日 1620-11月9日 1636)
- Bernt Pessart (11月9日 1636-9月5日 1643)
- Willem Leyel (9月5日 1643-1648)
- Paul Hansen Korsør (1648-9月7日 1655)
- Eskild Andersen Kongsbakke (9月7日 1655-1669)
- Henrik Eggers (1669-1673)
- Sivert Adeler (1673-10月 1682)
- Axel Juel (10月 1682-7月9日 1687)
- Wolff Heinrich von Calnein (7月9日 1687-10月 1687)
- Christian Porck (10月 1687-1689)
- Moritz Hartmann (1689-1690)
- Christian Porck (1690-1694)
- Claus Vogdt (1694-5月9日 1701)
- Andreas Andreæ (5月19日 1701-1701)
- Mikkel Knudsen Crone (1701-1702)
- Jørgen Hermandsen Bjørn (7月 1702-1704)
- Johan Sigismund Hassius (7月1日 1704-10月20日 1716)
- Christen Brun-Lundegaard (10月20日 1716-1月21日 1720)
- Christian Ulrich von Nissen (1月23日 1720-10月12日 1726)
- Rasmus Hansen Attrup (10月12日 1726-8月8日 1730)
- Diderich Mühlenport (8月8日 1730-8月1日 1733)
- Poul Krisk Panck (8月1日 1733-7月13日 1741)
- Ivar Bonsack (7月13日 1741-9月17日 1744)
- Hans Ernst Bonsack (9月17日 1744-9月5日 1754)
- Hans Georg Krog (9月5日 1754-8月10日 1759)
- Christian Frederik Høyer (5月9日 1759-7月4日 1760)
- Herman Jacob Forck (7月4日 1760-4月27日 1761)
- Hermann Abbestée (1期目: 4月29日 1761-2月14日 1775)
- David Brown (2月14日 1775-1月17日 1779)
- Hermann Abbestée (2期目: 1月17日 1779-5月17日 1788)
- Peter Anker (5月17日 1788-2月7日 1806)
- Johan Peter Hermannson (1期目: 2月7日 1806-2月13日 1808)
- Besat af England 2月13日 1808-9月20日 1815
- Gerhard Sievers Bille (9月20日 1815-11月19日 1816)
- Johan Peter Hermannson (2期目: 11月19日 1816-2月15日 1822)
- Jens Kofoed (2月16日 1822-5月7日 1823)
- Ulrich Anton Schönheyde (5月7日 1823-3月7日 1825)
- Hans de Brinck-Seidelin (3月7日 1825-3月26日 1829)
- Lauritz Christensen (3月26日 1829-5月14日 1832)
- Conrad Emil Mourier (5月17日 1832-5月1日 1838)
- Johannes Rehling (5月1日 1838-6月18日 1841)
- Christian Tiemroth (6月18日 1841-9月15日 1841)
- Peder Hansen (10月16日 1841-11月7日 1845)